# Північнокитайська м'якотіла черепаха
Північнокитайська м'якотіла черепаха (Pelodiscus maackii) — вид черепах з роду далекосхідні черепахи родини трикігтеві черепахи. Інші назви «Амурська м'якотіла черепаха», «м'якотіла черепаха Маака» (на честь російського природознавця Річарда Маака), «далекосхідна черепаха звичайна».

## Опис

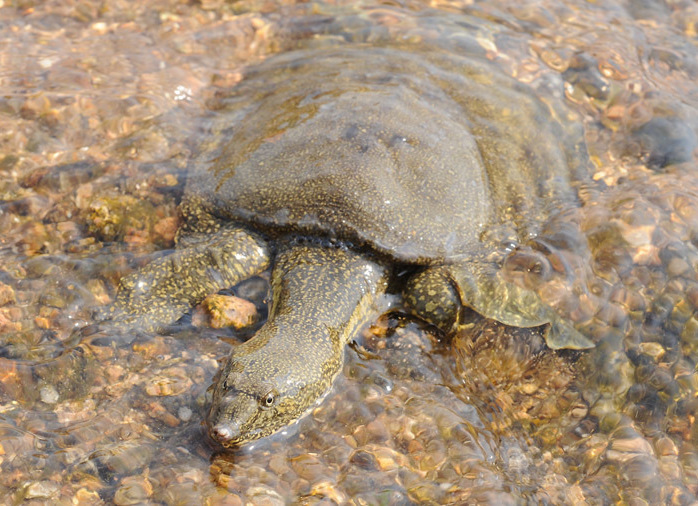
Pelodiscus maackii

Значною мірою схожа на вид Китайська м'якотіла черепаха, від якої відрізняється за морфологічними та молекулярно-генетичними ознаками. Довжина карапакса становиться 32,5 см при вазі 4,5 кг. Кінець морди витягнутий у довгий м'який хоботок, на кінці якого відкриваються ніздрі. Шия довга. Щелепи дуже сильні, з гострим ріжучим краєм. Рогові краї щелеп прикриті товстими шкірястими виростами. Панцир круглий, з м'якими краями, що допомагає зариватися в мул, вкритий м'якою шкірою, без рогових щитків. У молодих черепах панцир майже круглий, у дорослих стає видовженим і пласкішим. У молодих особин на карапаксі розташовуються поздовжній ряди горбків, які в міру дорослішання зливаються у валики, а у дорослих зникають. На кожній нозі по п'ять пальців, із них три внутрішні закінчуються гострими кігтями. Пальці мають добре розвинені плавальні перетинки.
Верхня сторона панцира зеленувато-сіра або зеленувато-бура з більш менш виразними дрібними жовтими плямами. Пластрон світло-жовтий або рожево-білий, у молодих черепах — яскраво-жовтогарячий, іноді з темними плямами. Голова, шия і кінцівки також зеленувато-сірі або зеленувато-бурі. На голові є дрібні світлі та темні плями, від ока назад тягнеться вузька темна лінія.

## Спосіб життя
Воліє до прісних водойм, трапляється на рисових полях. Добре плаває та пірнає, може довго залишатися під водою. Частина кисню тріонікс здатний отримувати з води за допомогою так званого глоткового дихання. Віддає перевагу добре прогрітим водоймам з мулистим або піщаним дном, розрідженою водною рослинністю і пологими берегами. Уникає рік з сильною течією. У сильну спеку заривається у сирий пісок чи йде у воду. При небезпеці миттєво ховається у воді, закопуючись у донний мул. Найбільш активна у сутінках та вночі. Має агресивний характер. Живиться рибою, земноводними, ракоподібними, комахами, молюсками та хробаками. Здобич підстерігає в засідці, закопавшись в мул або пісок на дні, і хапає жертву швидким рухом голови. За одне полювання може з'їсти 3—4 рибки завдовжки 10—12 см.
Статева зрілість настає у 5—7 років. Гніздування відбувається на відстані від води у 4—35 м. У ґрунті черепаха задніми кінцівками вириває ямку завглибшки 15—20 см і діаметром 8—10 см у нижній частині. При паруванні самець утримує самицю щелепами за шкіру шиї або передні лапи. Копуляція проходить під водою і продовжується до 5—10 хвилин. Вагітність триває 50—65 днів. Відкладання яєць відбувається з травня до серпня. Яйця поміщаються у ямку і засипаються ґрунтом. Інкубаційний період триває 40—60 днів. При підвищенні температури до +33 °C час розвитку яєць скорочується до 30 діб. За сезон розмноження самка робить 2—3 кладки при перерві у 5—6 днів, кількість яєць в яких може досягати 18—75. Черепашата з'являються у серпні — вересні.

## Поширення
Мешкає в річках Амур ат Уссурі і їхніх притоках, зустрічається в річках, що впадають до озер Ханка і Гассі (в межах КНР, Російської Федерації, КНДР). Завезено до річки Чуя в Киргизстані та річок Японії.